# Kifri
Kifrī (arabiska: كفري, kurdiska: Kifrî, كفرى) är en distriktshuvudort i Irak.   Den ligger i provinsen Diyala, i den centrala delen av landet, 160 km norr om huvudstaden Bagdad. Kifrī ligger 229 meter över havet och antalet invånare är 30 143.
Terrängen runt Kifrī är lite kuperad. Runt Kifrī är det ganska tätbefolkat, med 60 invånare per kvadratkilometer. Det finns inga andra samhällen i närheten. Trakten runt Kifrī är ofruktbar med lite eller ingen växtlighet.